# Hecatera latefasciata
Hecatera latefasciata är en fjärilsart som beskrevs av Barend J. Lempke 1964. Hecatera latefasciata ingår i släktet Hecatera och familjen nattflyn. Inga underarter finns listade i Catalogue of Life.